# Coelioxys melanopus
Coelioxys melanopus är en biart som beskrevs av Schulz 1906. Coelioxys melanopus ingår i släktet kägelbin, och familjen buksamlarbin. Inga underarter finns listade i Catalogue of Life.